# Omaha (cheval)
Pour les articles homonymes, voir Omaha.
Omaha (1932-1959) est un cheval de course pur-sang américain. Membre du Hall of Fame des courses américaines, il remporte la Triple Couronne en 1935, cinq ans après son père Gallant Fox. 

## Carrière de course

Casaque de Belair Stud

Né comme son père Gallant Fox à Claiborne Farm, Omaha est comme lui la propriété de la vénérable écurie Belair Stud, fondée en 1747 par le Gouverneur du Maryland et reprise à la fin du XIXe siècle par de riches banquiers, les Woodward, qui en font une place forte des courses américaines notamment grâce à William Wooward, Sr. Comme tous les chevaux de l'écurie, il est confié à l'entraîneur Sunny Jim Fitzsimmons qui le fait débuter à 2 ans. Cette première saison ne laisse rien envisager de la suite de sa carrière : Omaha est certes l'un des bons poulains de sa génération, il prend des accessits dans des bonnes courses mais il ne gagne qu'une seule de ses neuf sorties et sa meilleure performance reste sa deuxième place, à un nez, dans les Champagne Stakes. 
De retour en avril 1935, Omaha se classe troisième des importants Wood Memorial Stakes en finissant comme une balle. Une prestation impressionnante qui lui ouvre les portes du Kentucky Derby avec un statut de deuxième favori derrière, chose rare, une pouliche, la surdouée Nellie Flag. Omaha gagne, facilement, sous la pluie. Le voilà en route pour la Triple Couronne. Dans la deuxième manche, les Preakness Stakes, la démonstration est plus saisissante encore : il termine six longueurs devant. Pourtant il est battu dans les Withers Stakes, malgré une belle fin de course. Mais lors des Belmont Stakes, la piste est à nouveau boueuse et Omaha nage mieux que quiconque : vainqueur autoritaire, il devient le troisième lauréat de la Triple Couronne après Sir Barton en 1915 et Gallant Fox en 1930. 
Il est temps pour lui de se frotter au chevaux d'âge, et là ça coince : il est pulvérisé dans le Brooklyn Handicap par le 4 ans Discovery, qui le laisse troisième à 12 longueurs dans un temps record. Cette défaite, rétrospectivement, comptera beaucoup à l'heure des bilans de l'année. Année qu'Omaha finit bien, avec deux victoires dans les Dwyer Stakes et l'Arlington Classic. Mais à la remise des prix en décembre, si Omaha est logiquement sacré 3 ans de l'année, il abandonne le titre de cheval de l'année à son vainqueur de Brooklyn, Discovery. Il est donc le seul lauréat de Triple Couronne de l'histoire à n'avoir pas été élu cheval de l'année.    
En janvier 1936, Omaha embarque sur le RMS Aquitania direction l'Angleterre, Newmarket, et l'écurie de l'entraîneur Cecil Boyd-Rochfort. L'objectif : devenir le premier cheval américain à remporter la Gold Cup d'Ascot depuis Foxhall en 1882. Le 9 mai 1936, Omaha devient le premier (et dernier à ce jour) vainqueur de Triple Couronne à se produire hors du continent nord-américain. Ça se passe sur l'hippodrome de Kempton. Tout est nouveau pour l'Américain : l'Angleterre, le jockey (Pat Beasley), le gazon, la corde à droite. Mais il s'impose brillamment. Et remet ça le 30 mai dans le Queen's Plate. Les rêves de Gold Cup n'étaient donc pas des chimères et Omaha s'élance en favori devant 150 000 personnes inquiètes que ce Yankee leur ravisse la grande course de fond d'Ascot. Il s'en faudra d'un nez, au bout d'une bagarre épique face à la lauréate des Oaks 1935, Quashed, une jument hors normes qui n'est pas inscrite au stud-book puisqu'on lui conteste la qualité de pur-sang (sa mère, de fait, est une demi-sang). La lutte soulève la foule et The Observer voit dans cette Gold Cup 1936 rien moins que la plus grande course de l'histoire. Omaha revient en juillet dans les Princess of Wales's Stakes où il est battu cette fois d'une encolure par Taj Akbar et par les 138 livres de plomb que les handicapeurs lui mettent sur le dos, 18 de plus que son adversaire du jour, qui venait de terminer deuxième du Derby d'Epsom. Ce sera sa dernière course : Cecil Boyd-Rochfort déclare envisager une candidature à la Gold Cup 1937, mais une blessure oblige Omaha à prendre sa retraite.      
S'il n'a pas eu l'honneur d'être sacré Cheval de l'année, Omaha est intégré au Hall of Fame des courses américaines en 1965. Pour autant, il moins considéré que les autres vainqueurs de Triple Couronne, comme en témoigne la liste des 100 chevaux américains du siècle établi par le magazine The Blood-Horse où, 61ème, il est le moins bien classé d'entre eux.  

### Résumé de carrière
| Date          | Hippodrome      | Pays        | Course                     | Distance    | Jockey        | Place       | Écart       | Vainqueur ou deuxième |
| 1934, 2 ans   | 1934, 2 ans     | 1934, 2 ans | 1934, 2 ans                | 1934, 2 ans | 1934, 2 ans   | 1934, 2 ans | 1934, 2 ans | 1934, 2 ans           |
| ------------- | --------------- | ----------- | -------------------------- | ----------- | ------------- | ----------- | ----------- | --------------------- |
| 18 juin       | Aqueduct        | États-Unis  | Maiden Special             | 1 000 m     | J. Stout      | 2e / 13     | nez         | Sir Lamorak           |
| 23 juin       | Aqueduct        | États-Unis  | Allowance                  | 1 000 m     | J. Stout      | 1er / 5     | tête        | Allen Z.              |
| 4 août        | Saratoga        | États-Unis  | US Hotel Stakes            | 1 200 m     | T. Murray     | 4e / 10     | 5 ¾         | Balladier             |
| 11 août       | Saratoga        | États-Unis  | Saratoga Special           | 1 200 m     | T. Murray     | 4e / 7      | 2           | Boxthorn              |
| 22 août       | Saratoga        | États-Unis  | Sanford Stakes             | 1 200 m     | L. Humphreys  | 2e / 9      | 2           | Psychic Bid           |
| 1er septembre | Saratoga        | États-Unis  | Hopeful Stakes             | 1 300 m     | C. Kurtsinger | 4e / 16     | 7           | Psychic Bid           |
| 6 septembre   | Belmont Park    | États-Unis  | Champagne Stakes           | 1 300 m     | L. Humphreys  | 2e / 12     | nez         | Balladier             |
| 15 septembre  | Belmont Park    | États-Unis  | Futurity Stakes            | 1 300 m     | C. Kurtsinger | 4e / 14     | 5           | Chance Sun            |
| 29 septembre  | Aqueduct        | États-Unis  | Junior Championship        | 1 600 m     | C. Kurtsinger | 2e / 5      | tête        | Sailor Beware         |
| 1935, 3 ans   |                 |             |                            |             |               |             |             |                       |
| 22 avril      | Jamaica         | États-Unis  | Allowance                  | 1 700 m     | W. Saunders   | 1er / 4     | 2           | Black Gift            |
| 27 avril      | Jamaica         | États-Unis  | Wood Memorial Stakes       | 1 700 m     | W. Saunders   | 3e / 12     | 2           | Today                 |
| 4 mai         | Churchill Downs | États-Unis  | Kentucky Derby             | 2 000 m     | W. Saunders   | 1er / 18    | 1 ½         | Roman Soldier         |
| 11 mai        | Pimlico         | États-Unis  | Preakness Stakes           | 1 900 m     | W. Saunders   | 1er / 8     | 6           | Firethorn             |
| 25 mai        | Belmont Park    | États-Unis  | Withers Stakes             | 1 600 m     | W. Saunders   | 2e / 9      | 1 ½         | Rosemont              |
| 8 juin        | Belmont Park    | États-Unis  | Belmont Stakes             | 2 400 m     | W. Saunders   | 1er / 5     | 1 ½         | Firethorn             |
| 22 juin       | Aqueduct        | États-Unis  | Brooklyn Handicap          | 1 800 m     | W. Wight      | 3e / 6      | 12          | Discovery             |
| 29 juin       | Aqueduct        | États-Unis  | Dwyer Stakes               | 1 800 m     | W. Wight      | 1er / 5     | 1 ½         | Good Gamble           |
| 20 juillet    | Arlington Park  | États-Unis  | Arlington Classic          | 2 000 m     | W. Wight      | 1er / 10    | 1 ½         | St. Bernard           |
| 1936, 4 ans   |                 |             |                            |             |               |             |             |                       |
| 9 mai         | Kempton         | Royaume-Uni | Victor Wild Stakes         | 2 400 m     | P. Beasley    | 1er / 6     | 1 ½         | Montrose              |
| 30 mai        | Kempton         | Royaume-Uni | Queen's Plate              | 3 200 m     | P. Beasley    | 1er / 5     | enc.        | Bobsleigh             |
| 18 juin       | Ascot           | Royaume-Uni | Gold Cup                   | 4 000 m     | P. Beasley    | 2e / 9      | cte tête    | Quashed               |
| 2 juillet     | Newmarket       | Royaume-Uni | Princess of Wales's Stakes | 2 400 m     | P. Beasley    | 2e / 6      | enc.        | Taj Akbar             |

## Au haras
Retiré comme étalon à Claiborne Farm, mais sa deuxième carrière tourna au fiasco, bien que son sang se soit perpétué via sa fille Flaming Top, troisième mère du grand Nijinsky. En 1943, le Jockey Club's Breeding Bureau du Kentucky le jugea trop piètre étalon pour rester dans l'état où le cheval est roi. Il fut alors transféré dans l'état de New York où il resta sept ans, puis dans le Nebraska où il passa les neuf dernières années de sa vie dans un haras situé près de la ville d'Omaha. Dégagé de ses obligations de reproducteur, le lauréat de la Triple Couronne 1935 était régulièrement invité pour les remises de prix aux vainqueurs sur le petit hippodrome d'Ak-Sar-Ben, où il a d'ailleurs été enterré après son décès survenu à 27 ans, en 1959.   

## Origines
Omaha est donc issu de la première génération des produits de Gallant Fox, le seul vainqueur de Triple Couronne à avoir engendré un autre vainqueur de Triple Couronne. Et s'il échoua d'un rien dans la Gold Cup 1936, son petit frère Flares (lui aussi par Gallant Fox) le vengea puisqu'il s'adjugea le grand marathon d'Ascot deux ans plus tard. Flares avait été envoyé en Angleterre yearling, et il s'y est bâti un beau palmarès, triomphant également dans les Newmarket Stakes, les Champion Stakes, les Lowther Stakes et les Princess of Wales's Stakes.    
Flambino, leur mère, donna aussi Anaflame (Sir Andrew) : deuxième des Test Stakes, troisième des Alabama Stakes et de la Saratoga Cup, ainsi que Fleam (General Lee) : lauréate des Acorn Stakes et du Continental Handicap, deuxième du Whitney Handicap, troisième des Alabama Stakes et du Brooklyn Handicap. Formidable poulinière, donc, mais aussi remarquable compétitrice, qui s'adjugea les Gazelle Stakes et se classa troisième dans les Belmont Stakes et les Coaching Club American Oaks.    
Il s'agit là d'une grande famille d'origine française et provenant de l'élevage d'Edmond Blanc. En effet la mère de Flambino, Flamberge, avait été importée de France en 1919 en même temps que sa mère La Flambée et, rebaptisée Flambette par William Woodward, elle remporta les importants Coaching Club American Oaks. Cette double acquisition fut plus que judicieuse, comme on peut le constater en résumant la descendance des deux poulinières :    
La Flambée, mère de :    
- Ned O (par Campfire) : Walden Handicap, 3e Kentucky Derby, Classic Stakes, Laurel Stakes.
- Flambette, mère de :
  - La France (par Sir Gallahad), mère de :
    - Johnstown, membre du Hall of Fame : Kentucky Derby, Belmont Stakes, Wood Memorial Stakes, Dwyer Stakes, Withers Stakes... Père de mère de Nashua, lui-même père de mère de Mr. Prospector.
    - Jacola, 2 ans de l'année 1937 et tombeuse du légendaire Seabiscuit dans les Laurel Stakes. Mère de : 
      - Jaconda, quatrième mère de Danzig Connection, vainqueur des Belmont Stakes 1986

    - French Vamp, troisième mère de Decidely, lauréat du Kentucky Derby 1962

  - Gallette (par Sir Gallahad), mère de :
    - Gallorette, membre du Hall of Fame : Acorn Stakes, Delaware Oaks, Metropolitan Handicap, Brooklyn Handicap, Beldame Handicap, Carter Handicap, Whitney Handicap...

  - Flambino : Gazelle Stakes, 3e Belmont Stakes, Coaching Club American Oaks. Mère de :
    - Omaha

Cette famille connaîtra une grande fortune au fil des générations, avec Phalanx (Belmont Stakes, Wood Memorial Stakes, Jockey Club Gold Cup), Decidedly (Kentucky Derby), Danzig Connection (Belmont Stakes), l'Anglais Raven's Pass (Breeders' Cup Classic, Queen Elizabeth II Stakes) et bien d'autres.

### Pedigree
| Origines de Omaha (USA), mâle alezan né en1932 | Origines de Omaha (USA), mâle alezan né en1932 | Origines de Omaha (USA), mâle alezan né en1932 | Origines de Omaha (USA), mâle alezan né en1932 |
| ---------------------------------------------- | ---------------------------------------------- | ---------------------------------------------- | ---------------------------------------------- |
| Père Gallant Fox                               | Sir Gallahad                                   | Teddy                                          | Ajax                                           |
| Père Gallant Fox                               | Sir Gallahad                                   | Teddy                                          | Rondeau                                        |
| Père Gallant Fox                               | Sir Gallahad                                   | Plucky Liege                                   | Spearmint                                      |
| Père Gallant Fox                               | Sir Gallahad                                   | Plucky Liege                                   | Concertina                                     |
| Père Gallant Fox                               | Marguerite                                     | Celt                                           | Commando                                       |
| Père Gallant Fox                               | Marguerite                                     | Celt                                           | Maid of Erin                                   |
| Père Gallant Fox                               | Marguerite                                     | Fairy Ray                                      | Radium                                         |
| Père Gallant Fox                               | Marguerite                                     | Fairy Ray                                      | Seraph                                         |
| Mère Flambino                                  | Wrack                                          | Robert Le Diable                               | Ayrshire                                       |
| Mère Flambino                                  | Wrack                                          | Robert Le Diable                               | Rose Bay                                       |
| Mère Flambino                                  | Wrack                                          | Samphire                                       | Isinglass                                      |
| Mère Flambino                                  | Wrack                                          | Samphire                                       | Chelandry                                      |
| Mère Flambino                                  | Flambette                                      | Durbar                                         | Rabelais                                       |
| Mère Flambino                                  | Flambette                                      | Durbar                                         | Armenia                                        |
| Mère Flambino                                  | Flambette                                      | La Flambee                                     | Ajax                                           |
| Mère Flambino                                  | Flambette                                      | La Flambee                                     | Medeah (famille 17-b)                          |